# اینم یه جورشه
اینم یک جورشه فیلمی به کارگردانی عزیزالله رفیعی و نویسندگی عزیزالله بهادری محصول سال ۱۳۳۸ است.

## بازیگران
- شهین
- علی تابش
- حیدر صارمی
- رضا کریمی
- پرخیده
- عباس مهردادیان
- میلانی
- احمد قدکچیان